# NGC 7284
NGC 7284 је спирална галаксија у сазвежђу Водолија која се налази на NGC листи објеката дубоког неба.
Деклинација објекта је - 24° 50' 40" а ректасцензија 22h 28m 35,8s. Привидна величина (магнитуда) објекта NGC 7284 износи 12,0 а фотографска магнитуда 13,0. NGC 7284 је још познат и под ознакама ESO 533-31, MCG -4-53-4, VV 74, ARP 93, AM 2224-250, PGC 68950.